# Derby sportowe
Derby – w sporcie: mecz z udziałem drużyn z jednego miasta lub regionu. Nazwa „derby” najprawdopodobniej pochodzi od meczu piłkarskiego rozgrywanego w angielskim mieście Derby (w jednej drużynie grali zawodnicy z jednej części miasta, a w przeciwnej drużynie z drugiej).

## Derby w Polsce

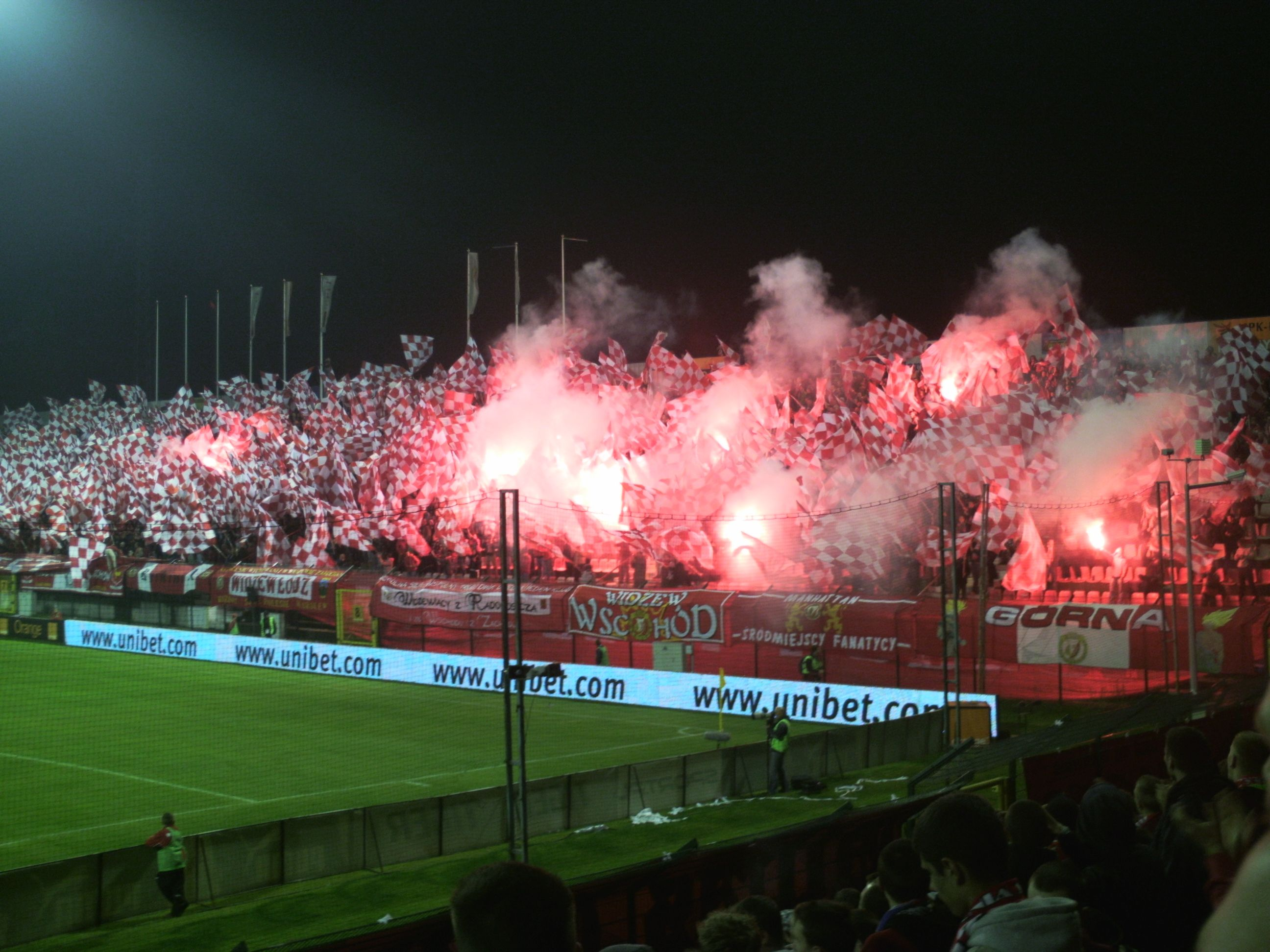
66. Derby Łodzi w 2007.

W Polsce największą popularnością cieszą się derby piłkarskie i żużlowe. Do najsłynniejszych derbów piłkarskich można zaliczyć:
- Derby Krakowa, tzw. Święta Wojna – jedne z najstarszych i najczęściej rozgrywanych derbów, sięgające 1908 roku[2], rozgrywane pomiędzy najstarszymi wciąż istniejącymi polskimi klubami: Cracovią i Wisłą Kraków
- Derby Górnego Śląska, zwłaszcza tzw. Wielkie Derby Śląska pomiędzy najbardziej utytułowanymi klubami Górnego Śląska: Górnikiem Zabrze i Ruchem Chorzów – najczęściej rozgrywane derby w oficjalnych polskich rozgrywkach (120 meczów) i największe polskie derby aglomeracyjne
- Derby Dolnego Śląska – mecze rozgrywane od 1949 roku, obecnie między dwoma najbardziej utytułowanymi klubami: Śląskiem Wrocław i Zagłębiem Lubin (w takim zestawieniu od 1985 roku). Wcześniej popularne były mecze Śląsk Wrocław – Górnik Wałbrzych.
- Derby Warszawy – pojedynki dwóch najbardziej utytułowanych klubów stolicy, rozgrywane od 1921 r.
- Derby Łodzi – pojedynki Widzewa Łódź oraz ŁKS Łódź, dwóch najbardziej utytułowanych klubów Łodzi, rozgrywane od 1926 r.[3], cieszące się popularnością od lat 70.
- Wielkie derby Lwowa – prawdopodobnie najstarsze polskie derby (1907[4]), w których brały udział najstarsze polskie kluby, powstałe we Lwowie w latach 1903-1904, cieszące się popularnością w II Rzeczypospolitej
- Derby Trójmiasta – rozgrywane od lat 60. mecze najsilniejszych drużyn Trójmiasta: Lechii Gdańsk i Arki Gdynia
- Derby Poznania – rozgrywane od lat 40. XX wieku mecze rozgrywane między Lechem Poznań i Wartą Poznań oraz Olimpią Poznań, która przestała istnieć jako sekcja piłkarska w latach 90.
- Derby Rzeszowa – jedne z najczęściej rozgrywanych derbów w Polsce, obejmujące ponad 80 oficjalnych spotkań[5] i jedne z najsłynniejszych derbów, spośród nigdy nierozgrywanych w polskiej Ekstraklasie
- Derby Warmii i Mazur – mecze rozgrywane pomiędzy dwiema najsilniejszymi drużynami w województwie warmińsko-mazurskim: Stomilem Olsztyn i Olimpią Elbląg[6].

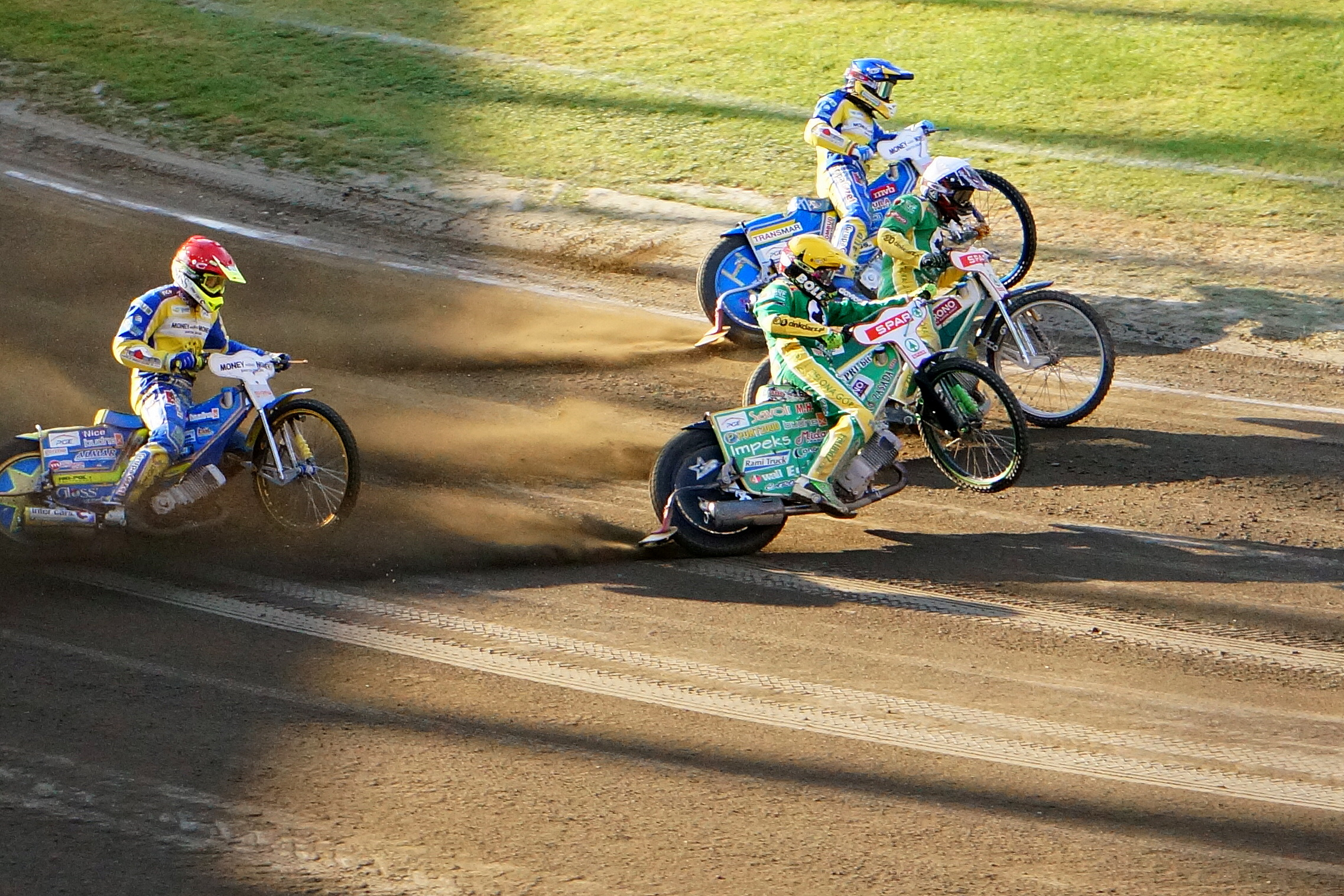
88. Derby Ziemi Lubuskiej w 2015 r.

W żużlu derby mają wymiar regionalny, najsłynniejsze to:
- Derby Ziemi Lubuskiej – spotkania najpopularniejszych klubów sportowych z województwa lubuskiego: Stali Gorzów i Falubazu Zielona Góra
- Derby Pomorza – spotkania najsilniejszych i najbardziej utytułowanych klubów żużlowych północnej Polski: Polonii Bydgoszcz i KS Toruń.
- Derby Małopolski – spotkania najsilniejszych i najbardziej utytułowanych klubów żużlowych południowo-wschodniej Polski: Stali Rzeszów i Unii Tarnów

Inne dyscypliny:
- Derby Trójmiasta w rugby – derby czołowych polskich klubów rugby union: Lechii Gdańsk i Arki Gdynia
- Derby Śląska w rugby – derby śląskich klubów rugby union: Hegemon Mysłowice i K.S rugby Ruda Śląska
- Derby Małopolski w hokeju na lodzie – mecze najbardziej utytułowanych małopolskich klubów hokejowych: Cracovii i Podhala Nowy Targ[7]
- Derby Warszawy w koszykówce – spotkania koszykarskich zespołów Polonii i Legii[8]
- Koszykarskie derby Trójmiasta – spotkania koszykarskich zespołów Trefla Sopot i Suzuki Arki Gdynia.

## Derby w Europie

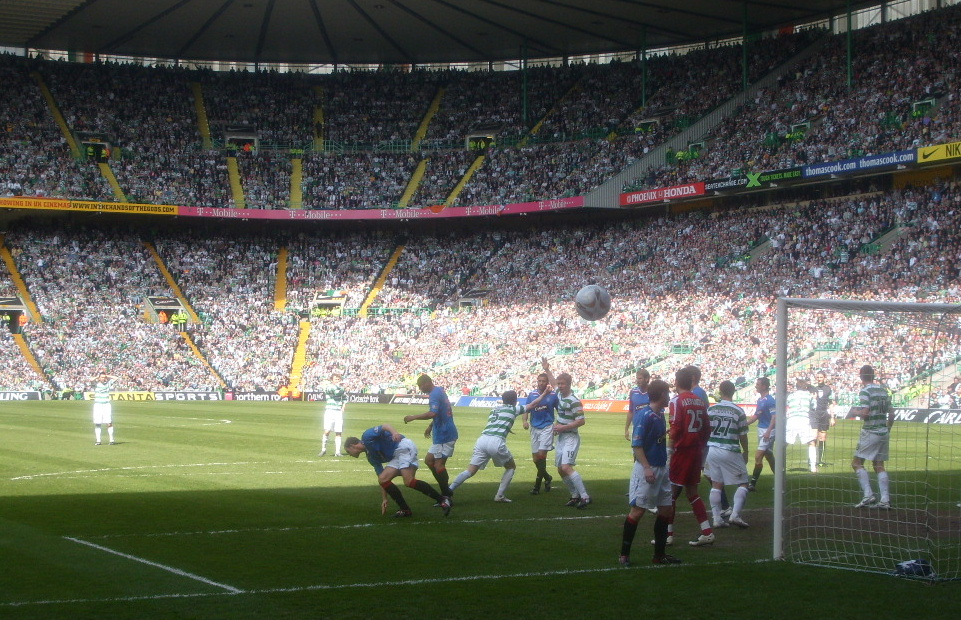
Old Firm Derby w 2008.

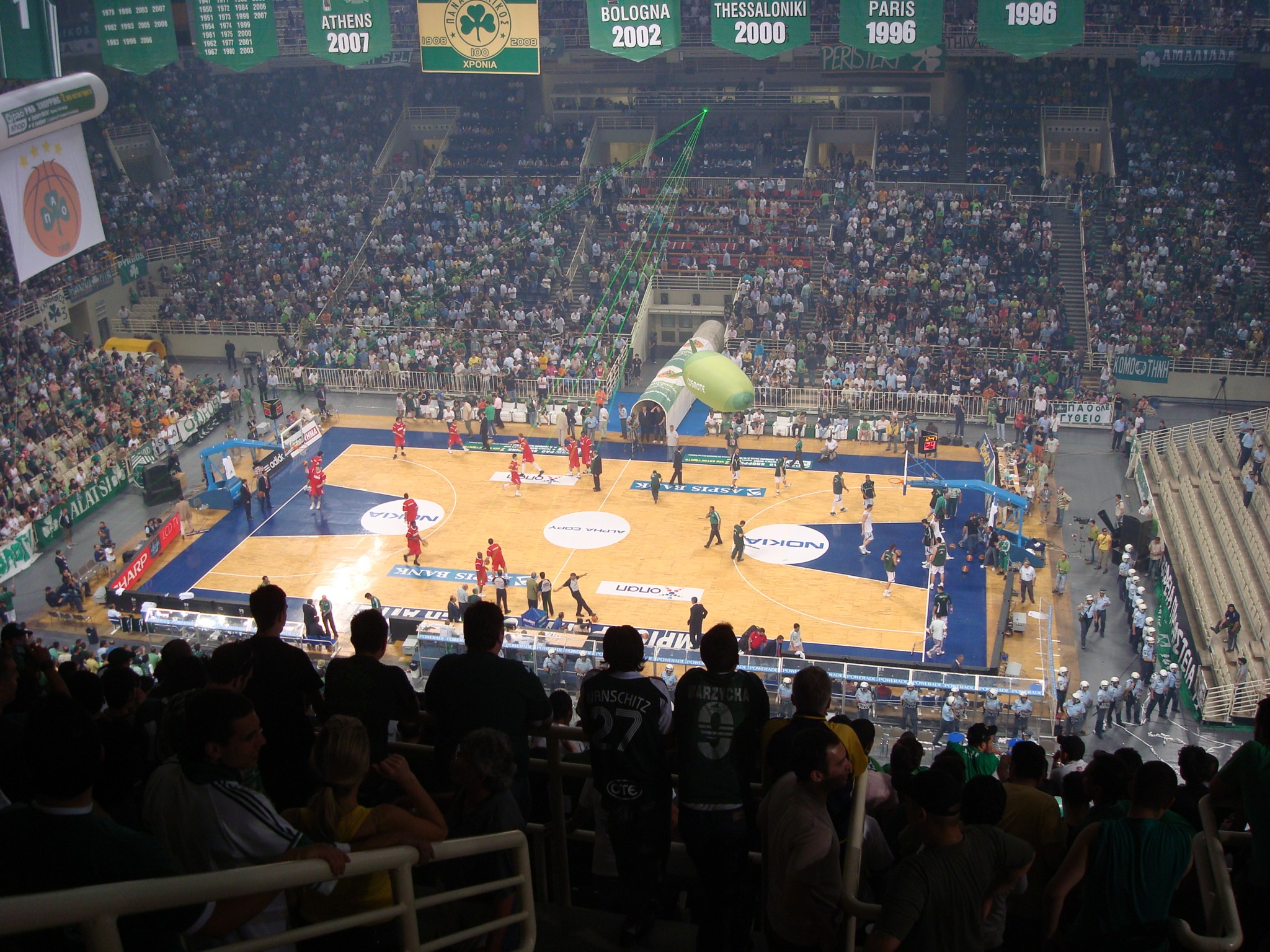
Derby wiecznych wrogów w koszykówce w 2008.

Do najsłynniejszych derbów w Europie należą:
- Derby Mediolanu w piłce nożnej – derby pomiędzy dwoma triumfatorami piłkarskiej Ligi Mistrzów: Interem Mediolan i A.C. Milan
- Wieczne derby Serbii pomiędzy najsłynniejszymi i najbardziej utytułowanymi drużynami w Belgradzie i wśród Serbii: Crveną zvezdą i Partizanem. Są to także jedne z najsłynniejszych derbów całego Półwyspu Bałkańskiego. Rywalizacja odbywa się w większości sportów zespołowych, z czego najsłynniejsze są derby w piłce nożnej i koszykówce.
- El Derbi Madrileño – derby Madrytu pomiędzy Realem a Atlético
- Derby Manchesteru pomiędzy dwoma triumfatorami piłkarskiej Ligi Mistrzów: Manchester City F.C. i Manchester United F.C.
- Old Firm Derby – derby Glasgow z udziałem największych szkockich klubów: Celtic F.C. i Rangers F.C.
- Derby wiecznych wrogów(inne języki) – derby aglomeracji ateńskiej z udziałem najbardziej utytułowanych greckich klubów: Olympiakos SFP i Panathinaikos AO. Poza piłką nożną rozgrywane także w koszykówce[9].
- Wieczne derby (Rumunia)(inne języki) – derby Bukaresztu pomiędzy najbardziej utytułowanymi rumuńskimi klubami: Steauą i Dinamo
- Derby della Capitale – derby Rzymu pomiędzy S.S. Lazio i Romą
- Derby Turynu w piłce nożnej pomiędzy Juventusem a Torino FC
- Derby Anglii(inne języki) – derby regionalne pomiędzy najbardziej utytułowanymi angielskimi klubami: Manchester United F.C. i Liverpool F.C.
- Derby północnego Londynu pomiędzy Arsenalem i Tottenhamem Hotspur
- Derby Moskwy (CSKA–Spartak) – derby najbardziej utytułowanych moskiewskich klubów: CSKA i Spartaka. Rywalizacja odbywa się w większości sportów zespołowych.
- Wieczne derby (Bułgaria)(inne języki) – derby Sofii pomiędzy najbardziej utytułowanymi bułgarskimi klubami: Lewskim i CSKA. Rywalizacja odbywa się w większości sportów zespołowych.

## Derby na świecie

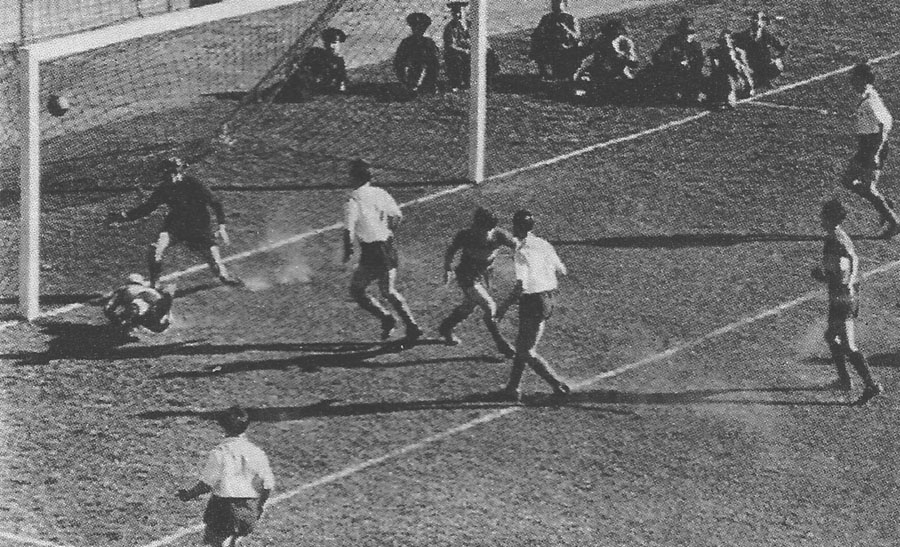
Superclásico w 1943.

- Superclásico – derby Buenos Aires pomiędzy najbardziej utytułowanymi klubami miasta, Boca Juniors i River Plate, nazywane niekiedy największymi derbami świata[10][11].
- Urugwajski Klasyk(inne języki) – derby Montevideo z udziałem najbardziej utytułowanych urugwajskich klubów: Club Nacional de Football i CA Peñarol.
- Klasyk Milionów(inne języki) – derby Rio de Janeiro pomiędzy CR Flamengo i CR Vasco da Gama.
- Derby Teheranu(inne języki) – derby Teheranu pomiędzy najbardziej utytułowanymi irańskimi klubami: Esteghlal i Persepolis.

## Ponadregionalne rywalizacje klubowe
Mianem derbów niekiedy określa się także rywalizację najsilniejszych lub najpopularniejszych klubów poszczególnych krajów, np.:
- El Clásico pomiędzy FC Barcelona a Realem Madryt w Hiszpanii,
- Derby d’Italia pomiędzy Juventusem a Interem Mediolan we Włoszech,
- Derby Westfalii pomiędzy Borussią Dortmund a FC Schalke 04 w Niemczech,
- Der Klassiker pomiędzy Borussią Dortmund a Bayernem Monachium w Niemczech,
- Wieczne derby Chorwacji(inne języki) pomiędzy Dinamo Zagrzeb a Hajdukiem Split[12]
- De Klassieker(inne języki) pomiędzy Ajaksem i Feyenoordem w Holandii,
- O Clássico(inne języki) pomiędzy FC Porto i SL Benfica w Portugalii,
- Le Classique pomiędzy Olympique Marsylia i Paris Saint-Germain we Francji,
- Derby Ukrainy pomiędzy Dynamem Kijów i Szachtarem Donieck na Ukrainie.
- Mianem Derby Polski nazywano, w zależności od układu sił w polskiej piłce nożnej, np. starcia Legii Warszawa z Górnikiem Zabrze[13], Wisłą Kraków[14], Lechem Poznań[15] i Widzewem Łódź[16]. W piłce ręcznej jest to z kolei rywalizacja Industrii Kielce z Orlenem Wisłą Płock (nazywana również Świętą Wojną)[17].